# 所罗门·费弗曼
所罗门·费弗曼（英語：Solomon Feferman，1928年12月13日—2016年7月26日）是一位美国哲学家和数学家，专攻数理逻辑，2003年获肖克獎。